# Wanted (2015)
Wanted ist ein amerikanischer Porno-Western von Stormy Daniels, die sowohl Regie führte als auch eine der Hauptrollen spielte. Der Film wurde mit mehreren Pornopreisen ausgezeichnet.

## Handlung
Der Film ist ein Western, der im Jahr 1879 in Diablo City, Arizona, spielt. Der verdächtige Tod des reichen Gutsbesitzers Frank Garrett löst eine Kette von Ereignissen aus, die Schüsse und Blutvergießen zu den Straßen von Diablo City führen. Garrett hat ein wertvolles Geheimnis hinterlassen und jeder möchte es entdecken.

## Auszeichnungen
- AVN Awards 2016 – Best Drama
- AVN Awards 2016 – Best Soundtrack
- NightMoves Award 2015 – First Choice Winners
- XBIZ Award 2016 – Best Music
- XBIZ Award 2016 – Best Actor – Feature Movie (Steven St. Croix)
- XBIZ Award 2016 – Feature Movie of the Year
- XBIZ Award 2016 – Director of the Year – Feature Release (Stormy Daniels)
- XBIZ Award 2016 – Best Art Direction
- XRCO Award 2016 – Best Epic